# Корењача
Корењача или  витка коренка (лат. Hymenopellis radicata) најчешћа је гљива из врстама малобројног рода Hymenopellis. Име је добила по дугачком продужетку налик на корен. Широко је распрострањена У Европи и Северној Америци. Расте појединачно, ретко у групи, најчешће у листопадним шуамама и то буковим. Представља сапрофита који расте на отпалим гранама или другим деловима дрвета која су увелеко у фази распадања. Скоро па никад се не расте на пањевима. Плодоноси од пролећа до јесени. Честа врста. 

## Опис плодног тела
Клобук је до 12 центиметра, купаст док је млад, затим раширен. Карактерише га јасно изражено испупчење на средини. Целом површином је набран, гладак и слузав. Лепљив када је влажан. Крајеви клобука су уврнути. Окер до браонкасте боје, врло ретко бео. Дршка је вретенаста и гола, висине од 5 до 20 и 0,5 до 1 центиметар пречника. При врху је светлије обојена, завршава се дугачким коренастим продужетком који је дубоко у земљи. Коренасти продужетак је светлије обојен од одстатка плодонсног тела, шупаљ, понекад и пегав. Месо је јднаке обојености као остатак плодоносног тела и веома танко. Мирис је неодређен. Листићи су ретки, дубоки, слободни, мекани и беле боје.

## Микоскопија
Споре су глатке, јајасте, хијалне. Величине: 13—16 x 10—12 µm. Хелоцистиди ушиљени, а плеуроцистиди батинасти и крупни. 

## Отисак спора
Отисак спора је беле боје.

## Јестивост
Јестива је гљива, не вискоког квалитета. Углавном се конзумирају клобуци.

## Сличне врста
Корењача изгледом може да подсећа на Xerula pudens (народни назив: вретењача, дугонога корењача) која је тамније обојена и има клобук прекривен длачицама. Такође се неретко може помешати са врстама гљива из рода Pluteus, али роз отисак спора разрешава дилему. 